# Igrejas e conventos de Goa
Igrejas e conventos de Velha Goa é um conjunto de monumentos religiosos localizado em Velha Goa, no  estado de Goa, Índia, declarado Património Mundial pela UNESCO em 1986.
Goa foi a antiga capital da Índia portuguesa e um centro de evangelização da Ásia a partir do século XVI. As justificativas de inclusão dos monumentos religiosos de Goa na lista de Património Mundial são: 1) a influência dos monumentos na difusão de formas artísticas ocidentais — os estilos manuelino, maneirista e barroco — por toda a Ásia onde se estabeleceram missões católicas; 2) o valor do conjunto de monumentos de Goa como exemplo excepcional que ilustra o trabalho de evangelização e 3) o valor específico da presença na Basílica do Bom Jesus da tumba de Francisco Xavier, que ilustra um evento de importância mundial: a influência da religião católica na Ásia na Era Moderna.

## Histórico
A cidade de Velha Goa foi fundada no século XV pelos governantes muçulmanos do Sultanato de Bijapur como um porto nas margens do rio Mandovi. A povoação foi tomada em 1510 por Afonso de Albuquerque, primeiro vice-rei da Índia, com a ajuda do corsário Timoja, permanecendo quase continuamente sob domínio português até o século XX.

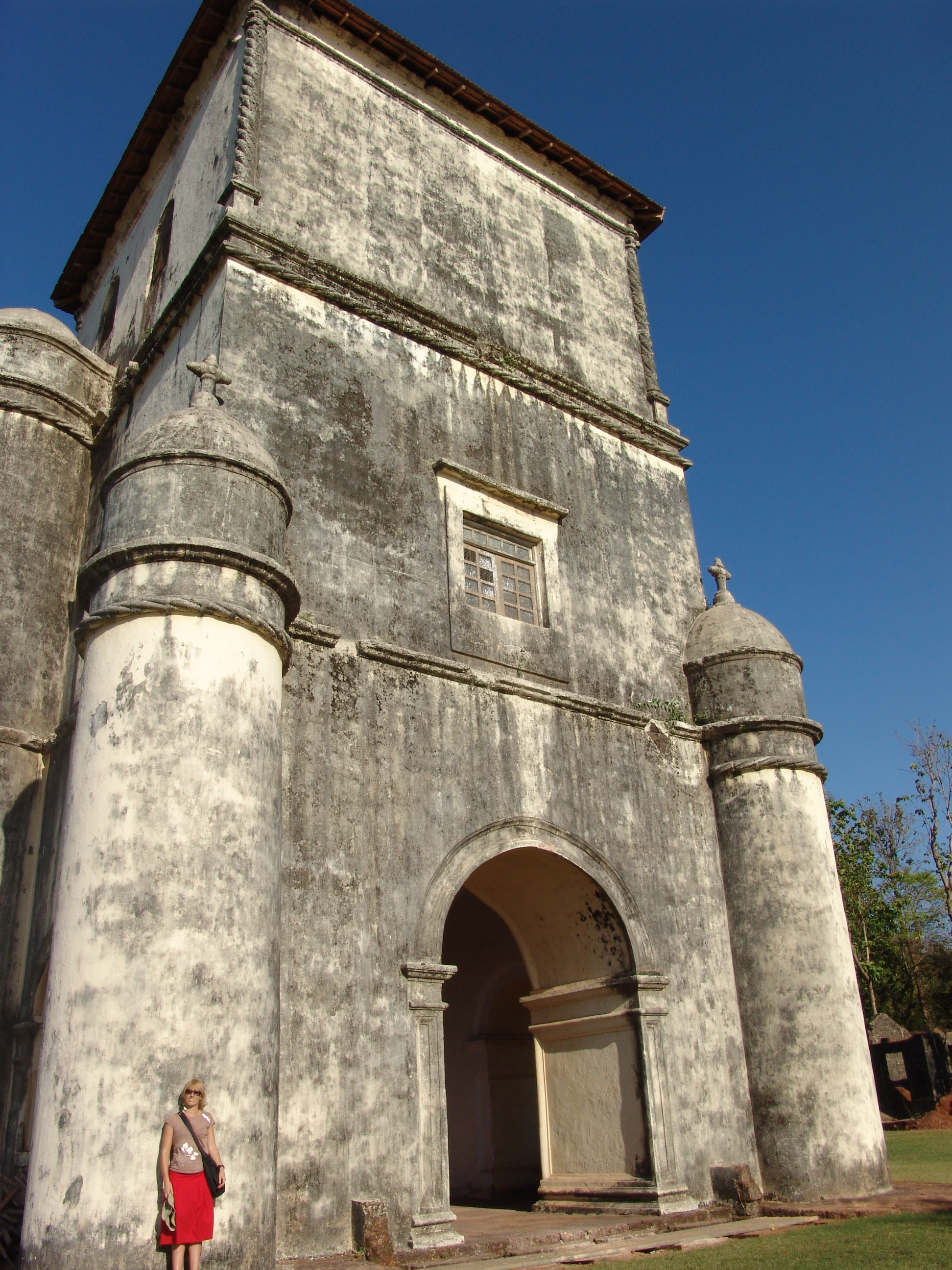
Igreja do Rosário, em estilo manuelino tardio, a mais antiga de Goa

São Francisco Xavier, o Apóstolo do Oriente

Missionários jesuítas, franciscanos e de outras ordens religiosas estabeleceram-se em Goa já no século XVI, utilizada como centro para a difusão do catolicismo na Índia. Os colonizadores foram inicialmente tolerantes ao hinduísmo e outras religiões, mas a partir de 1560 a difusão do catolicismo foi reforçada pela chegada da inquisição a Goa, muito temida em seu tempo. Os séculos XVI e XVII foram a época áurea de Goa, que comandou um comércio florescente e chegou a ter privilégios administrativos semelhantes aos de Lisboa . Nos dois primeiros séculos de presença portuguesa foram erguidas a maioria das igrejas e conventos que ainda hoje povoam a cidade, motivo de admiração dos viajantes que passavam por Goa. Estes monumentos refletem o intercâmbio cultural entre portugueses e indianos: enquanto as formas arquitectónicas seguem os cânones europeus, a decoração interna de altares, retábulos, pinturas e mobiliário refletem a mão-de-obra dos artistas locais. Isso foi possível pela grande tradição escultória dos artistas indianos da região de Goa, que não fizeram com que fosse necessária a importação a grande escala de mão-de-obra artística, como sim ocorreu no Brasil.
A partir de finais do século XVII, a concorrência comercial com holandeses e britânicos levou à decadência económica de Velha Goa, ao mesmo tempo em que o Brasil passou a ser a colónia mais importante para Portugal. Além disso, várias epidemias assolaram a cidade e o porto do rio Mandovi passou a ser inadequado para os navios mais modernos. O vice-rei mudou-se para Pangim (Nova Goa) em 1759, e Velha Goa perdeu o estatus de capital oficialmente em 1843.
Já no século XX, após vários anos de hostilidades e tratativas diplomáticas, tropas indianas invadiram e anexaram Goa e regiões circundantes à Índia, terminando séculos de presença portuguesa no sub-continente. A influência cultural, porém, continua até os dias de hoje e é evidente nos monumentos religiosos de Goa, declarados Património da Humanidade pela UNESCO em 1986.

## Monumentos

### Igreja de Nossa Senhora do Rosário
A Igreja de Nossa Senhora do Rosário, construída em 1543, é a mais antiga das igrejas de Velha Goa ainda de pé. Inicialmente foi igreja paroquial, e depois colegiada. Por fora, a pequena igreja parece uma fortaleza; o pórtico de entrada flanqueado por pequenas torres cilíndricas com cúpulas é típica do gótico tardio e manuelino de Portugal, particularmente da região do Alentejo. No interior, destacam-se as abóbadas manuelinas das capelas. Na capela-mor, além do retábulo dedicado a Nossa Senhora do Rosário, há na parede um cenotáfio de alabastro esculpido em estilo persa ou hindu, com a inscrição: "Aqui jaz Dona Catarina, mulher de Garcia de Sá, a qual pede a quem isto ler que peça misericórida a Deus para sua alma". No pavimento abaixo encontra-se a campa de Garcia de Sá (morto em 1549), sucessor de João de Castro como Governador da Índia.

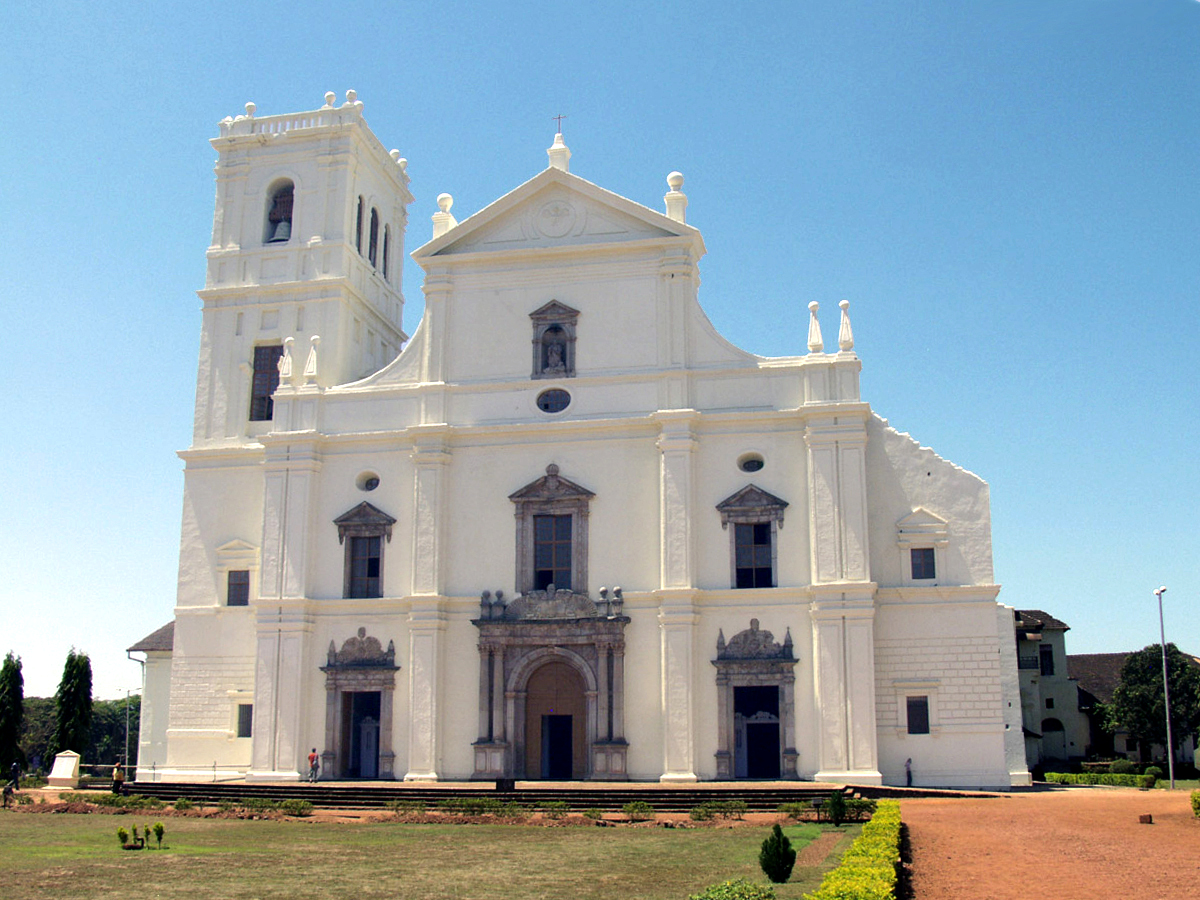
Sé Catedral de Goa.

### Sé Catedral de Goa
Goa foi elevada a sede de bispado em 1534 pelo Papa Paulo III, elevando-se a catedral uma igreja dedicada a Catarina de Alexandria construída nas primeiras décadas de colonização. Esta pequena igreja, insuficiente para atender os fiéis, foi reconstruída a partir de 1562, durante o governo do vice-rei D. Francisco Coutinho. A construção foi extremamente lenta, uma vez que em 1619 apenas o corpo da igreja estava completo, faltando a fachada, terminada em 1631.
A Sé de Goa é o maior edifício construído pelos portugueses na Ásia, com 91 metros de comprimento e muito larga, o que provavelmente contribuiu à lentidão das obras. A igreja é de três naves de igual altura, em forma de igreja-salão, como outras catedrais portuguesas da época como as Sés de Miranda do Douro (começada em 1552), Leiria (começada em 1559) e Portalegre (começada em 1556) . A severa fachada, com três portais, possui uma só torre: a da direita foi destruída durante uma tempestade em 1766. As naves da igreja são abobadadas e separadas por duas ordens de pilares. Da decoração interior destaca-se o magnífico retábulo da capela-mor em talha dourada.

### Basílica do Bom Jesus

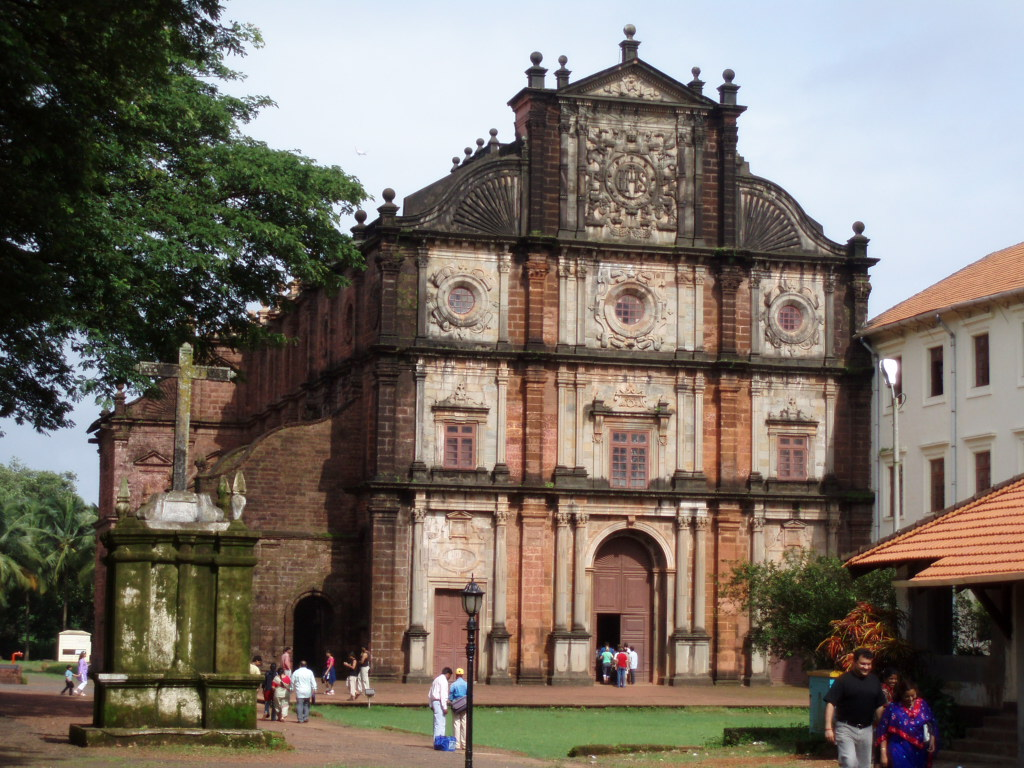
Basílica do Bom Jesus

A Companhia de Jesus chegou a Goa em 1542, sendo sua figura mais relevante nestes primeiros tempos a de Francisco Xavier, considerado o Apóstolo do Oriente pelo seu trabalho na evangelização da Ásia. Algum tempo após sua chegada, os jesuítas criaram um centro educativo religioso, o Colégio de São Paulo ou de São Roque, que contava com uma enorme biblioteca e tipografia, mas este complexo foi destruído em 1830. O grande monumento jesuítico que sobreviveu é a Basílica do Bom Jesus, começada em 1594 e sagrada em 1605, na qual trabalharam o engenheiro goês Júlio Simão e o jesuíta português Domingos Fernandes. Seguindo o modelo de igrejas jesuítas portuguesas como a Igreja do Espírito Santo de Évora e a Igreja de São Roque de Lisboa, Bom Jesus é um templo de nave única; esta é coberta por um forro curvo de madeira e não possui capelas laterais excepto por duas capelas na área do transepto. A fachada da igreja, obra de Domingos Fernandes, é de estilo maneirista e tem três portais e três andares compartimentalizados por cornijas;  Sobre a fachada há um grande corpo cenográfico com frontão decorado por uma cartela com as armas da Companhia de Jesus e ladeado por volutas.
O maior tesouro do interior da igreja é a capela do transepto onde se encontram, desde 1655, os restos de Francisco Xavier, numa urna de prata finamente trabalhada por artistas locais. A urna está localizada num mausoléu executado pelo artista florentino Giovanni Battista Foggini em 1697. Este monumento, em mármore italiano, foi oferecido pelo Grão-Duque da Toscana, Cosme III de Médici, e armado no local por um artista especialmente enviado, Placido Francesco Ramponi, chegado a Goa em 1698 com esse objectivo. Já a capela-mor possui um retábulo dourado, datado de c. 1699, dedicado ao Menino Jesus com uma imagem de Inácio de Loiola, o fundador da Ordem.
A Basílica do Bom Jesus de Goa foi classificada, em 2009, como uma das [[sete maravilhas de origem portuguesa no mundo.

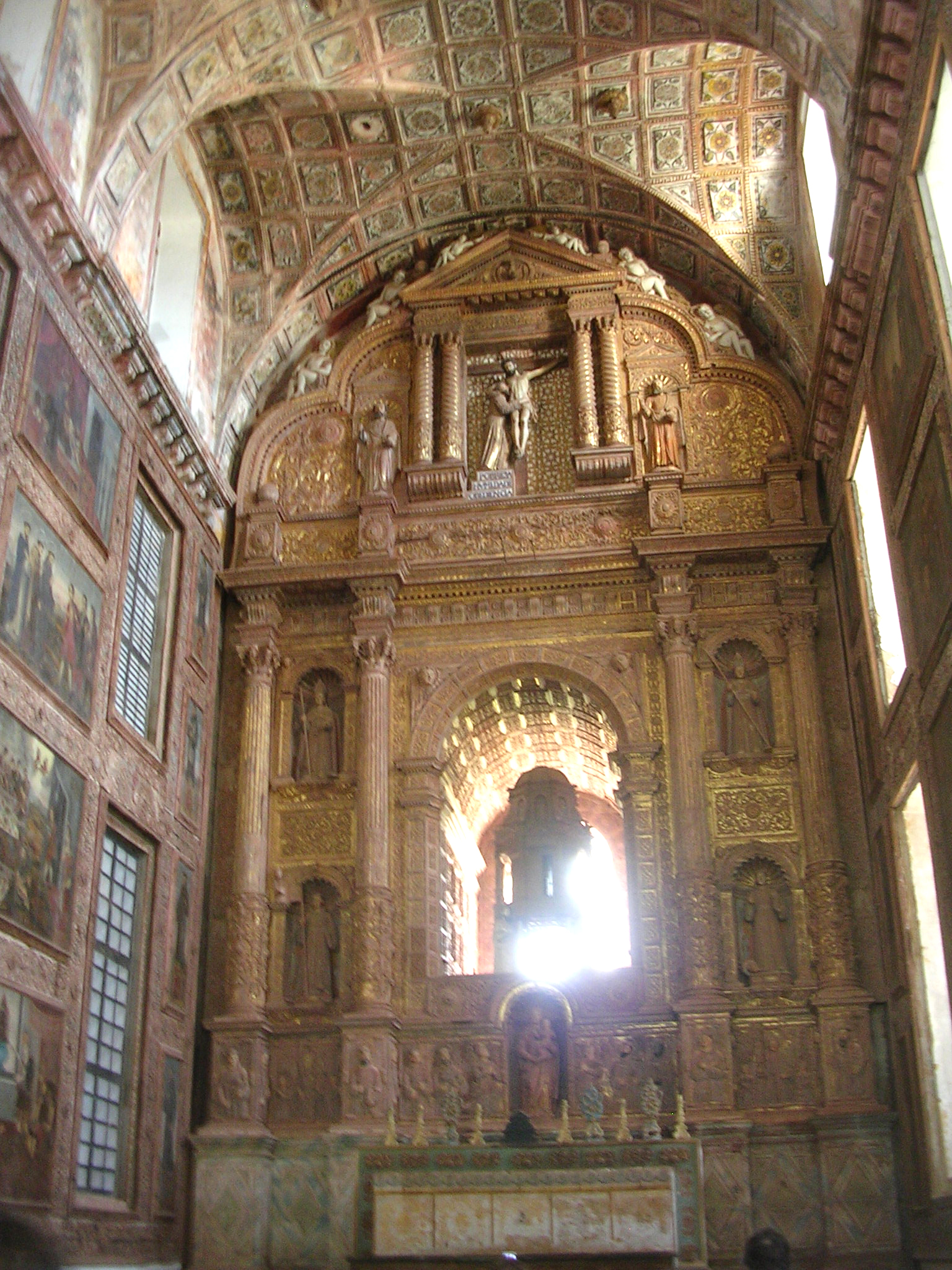
Altar principal da Igreja de S. Francisco de Assis

### Igreja de São Francisco de Assis
A Ordem Franciscana foi a primeira a instalar-se em Goa, obtendo já em 1517 permissão do rei D. Manuel I para construir um convento. A primitiva igreja foi concluída em 1521 mas foi totalmente reedificada a partir de 1661, preservando-se porém um portal em estilo manuelino, incorporado à fachada maneirista da nova igreja. Este portal, em pedra escura, apresenta um perfil trilobado tipicamente manuelino e um remate ladeado por esferas armilares, símbolos de D. Manuel. A fachada é estreita e alta, com duas torres de secção octogonal. Em frente há um grande cruzeiro de granito.
O interior é de uma só nave abobadada, com capelas laterais e transepto, cobertos por estuque e pinturas. O piso da igreja, como outras igrejas de Goa, possui grande quantidade de campas com inscrições e brasões. A capela-mor possui várias pinturas sobre a vida de São Francisco de Assis e um grande retábulo de talha dourada datado de c.1670 com uma imagem de Jesus na cruz abraçando com um braço a São Francisco. Atrás do retábulo, visível por uma abertura deste, encontra-se um tabernáculo esculpido, sustentado por estátuas dos Quatro Evangelistas, que era usado para exibir o Santíssimo Sacramento e o cibório.

### Capela de Santa Catarina

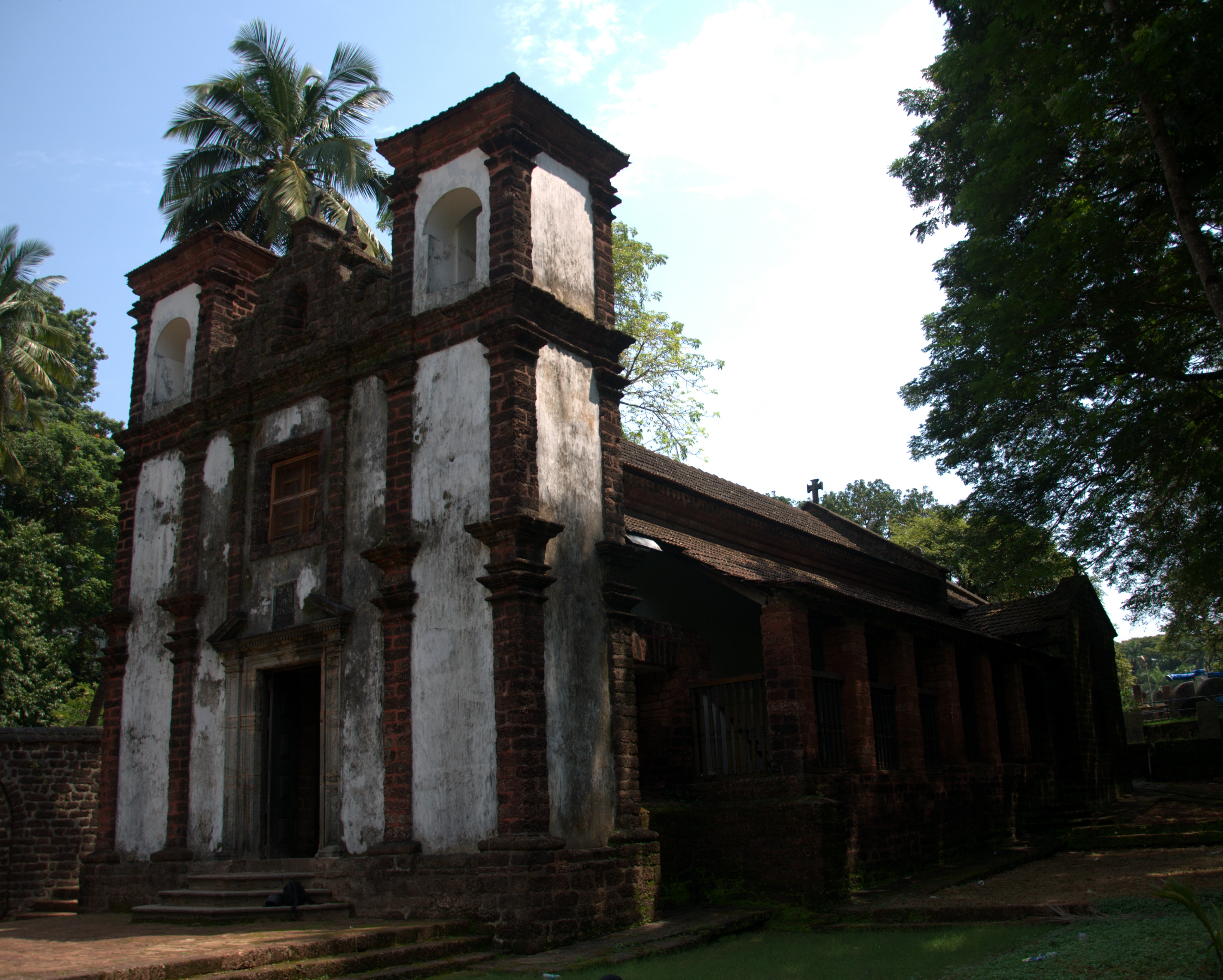
Capela de Santa Catarina

Em 1510, as tropas de Afonso de Albuquerque penetraram na cidade de Goa. Uma capela foi erguida junto à porta da muralha de Goa muçulmana, por onde os portugueses invadiram. Essa capela situava-se perto do local do Hospital Real, que se erguia a norte do Convento de São Francisco próximo do Arsenal.
Trata-se de um edifício de planta retangular com nave única, apresentando a cabeceira quadrangular. A volumetria é simples e a fachada com três corpos separados por pilastras. O corpo central possui uma porta axial de verga reta, em pedra, com frontão triangular interrompido, encimado por uma janela ladeado por duas torres sineiras de secção quadrangular e cobertura em telhado de duas águas. O interior da igreja é de uma só nave, sendo a capela-mor de pedra, com teto em forma cilíndrica de tonel, também em pedra.

### Ruínas da Igreja de Santo Agostinho
Os Agostinianos chegaram a Goa ainda no século XVI, fundando um convento e construindo uma igreja a partir de 1597. Atualmente, ambos estão em ruínas; a abóbada da igreja ruiu em 1842 e as fachadas caíram em 1936. Dos restos da igreja, o mais impressionante é uma parte de uma torre que ainda está de pé. Sabe-se que a fachada original era flanqueada por duas enormes torres de cinco andares, e o plano interno era de nave única com capelas laterais e transepto.

### Igreja da Divina Providência
Em 1639, religiosos da Ordem dos Teatinos chegaram a Goa para fundar um convento. Construíram uma igreja entre 1656 e 1661, dedicada a São Caetano e a Nossa Senhora da Divina Providência, desenhada pelos arquitetos italianos Carlo Ferrarini e Francesco Maria Milazzo com uma planta em forma de cruz grega. A fachada, completada em 1661, imita a fachada de Carlo Maderno para a Basílica de São Pedro de Roma.

## Galeria

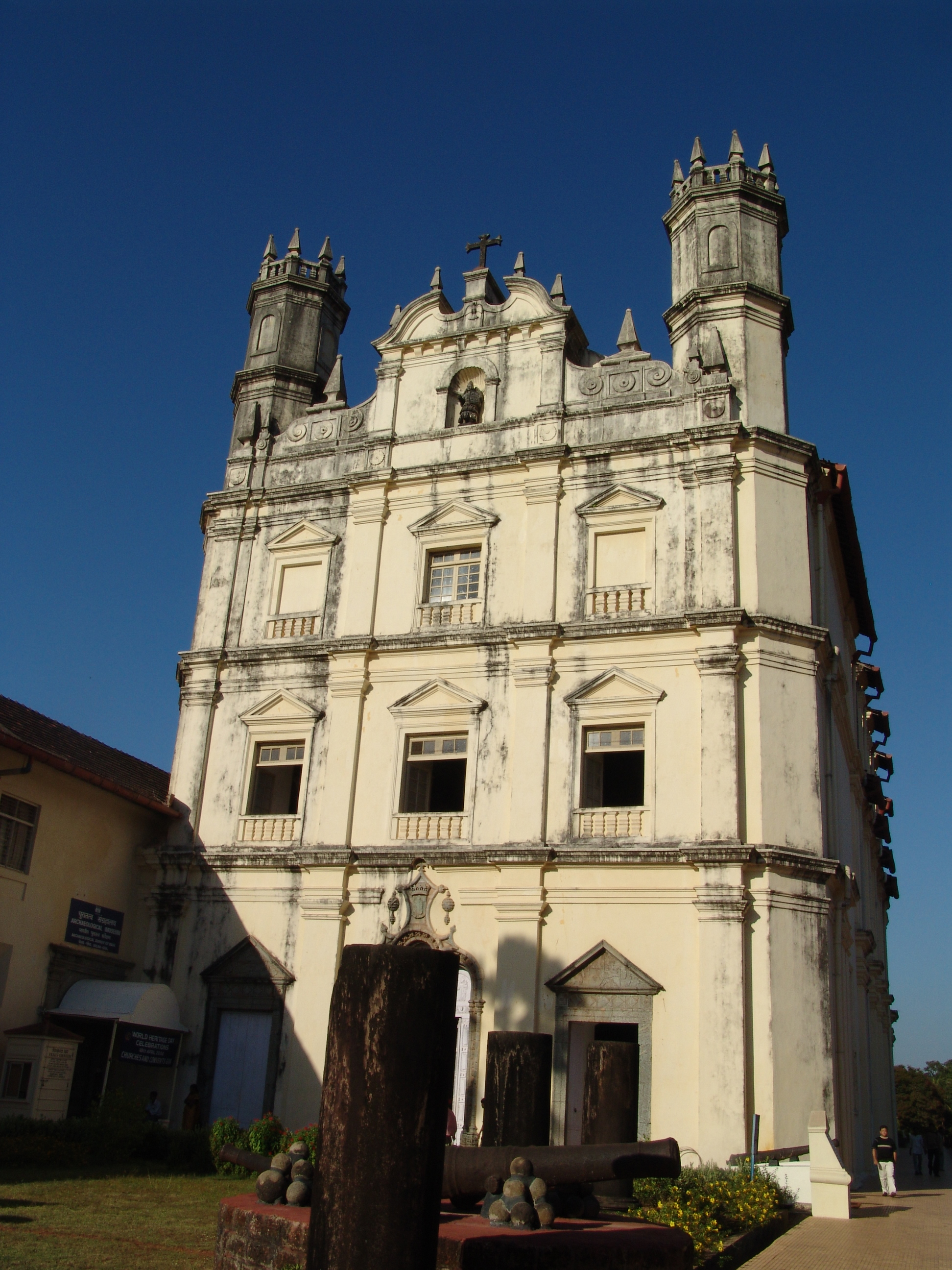
Fachada da Igreja de S. Francisco
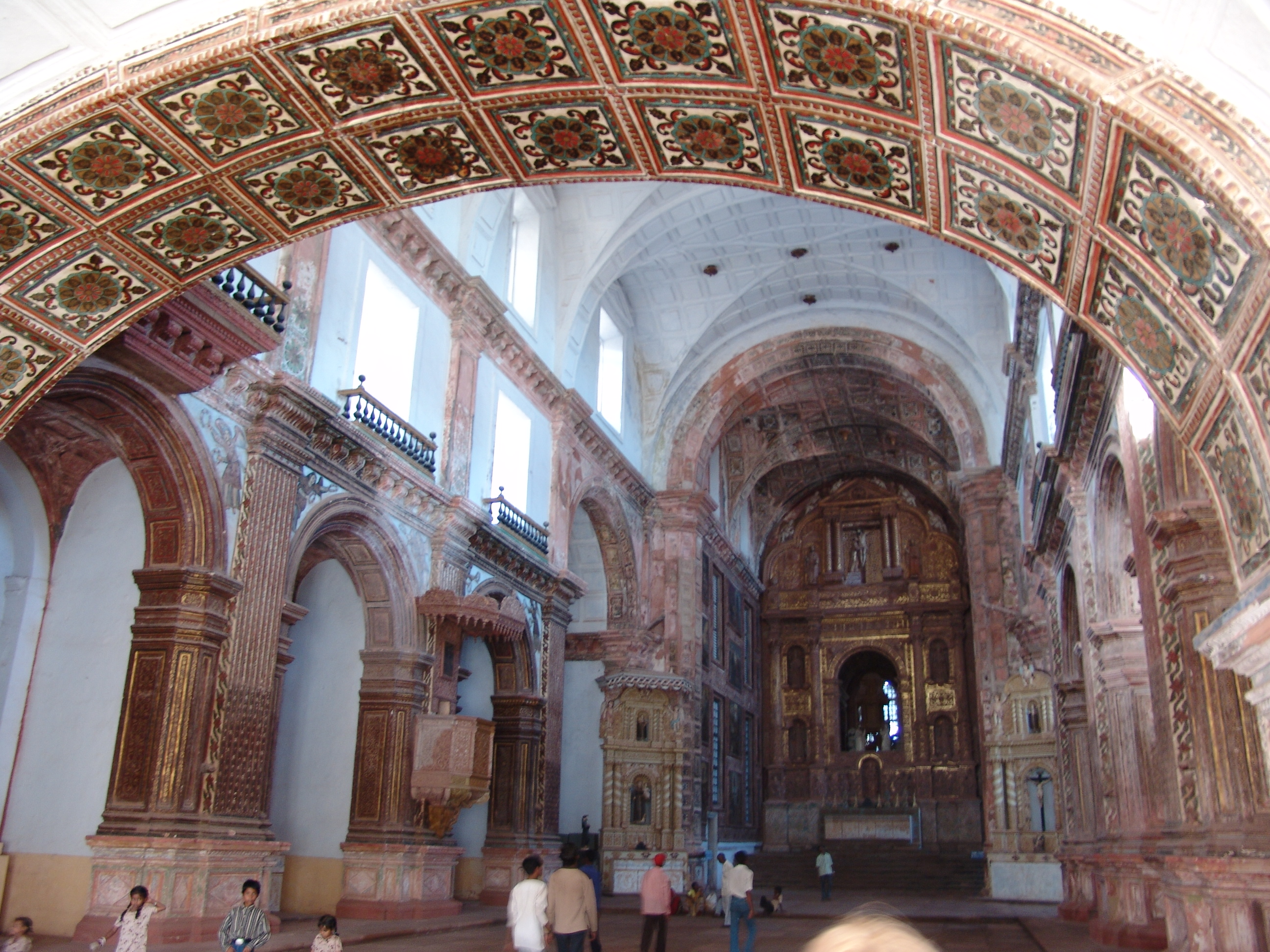
Nave da Igreja de S. Francisco
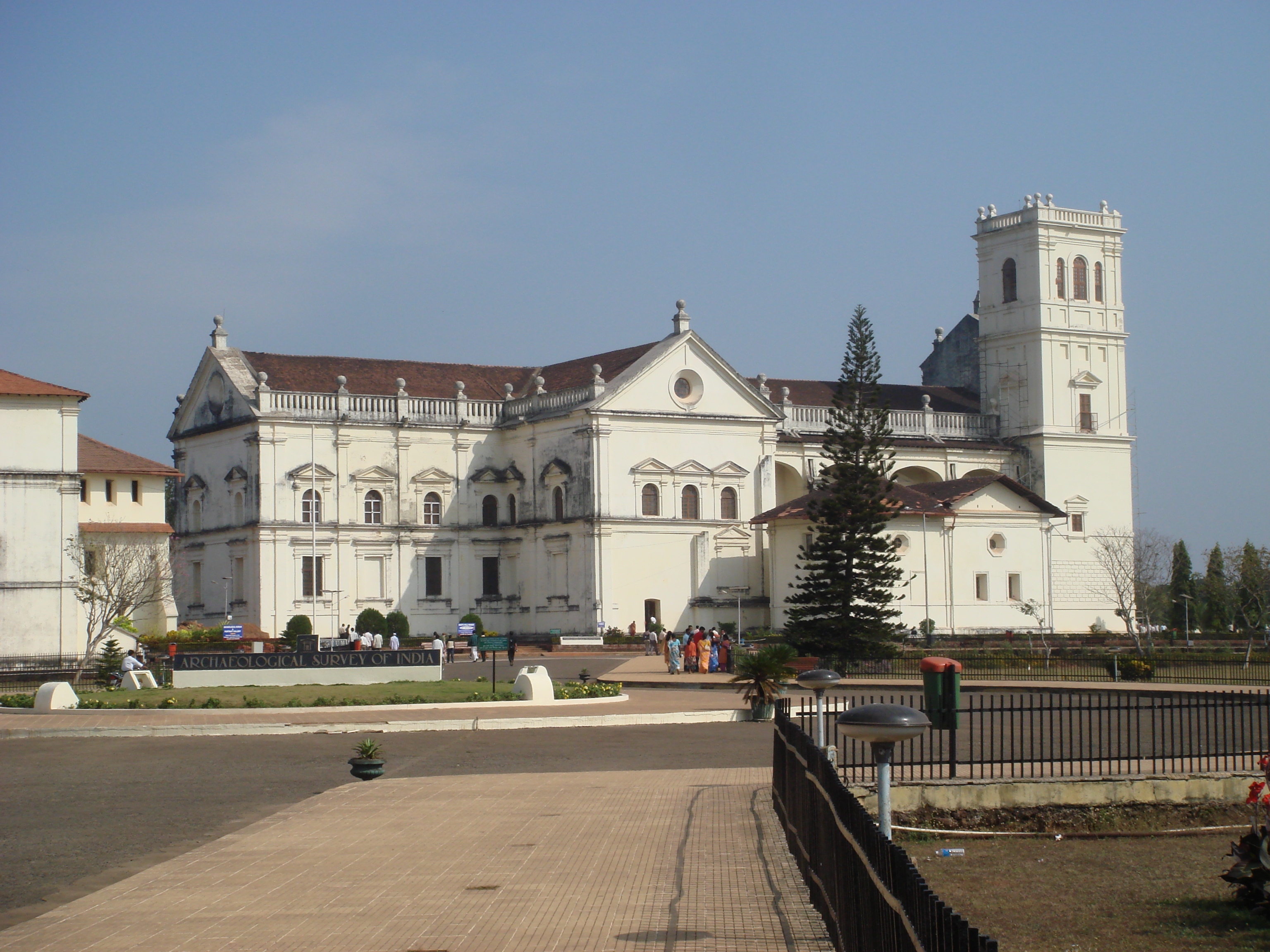
Sé Catedral de Santa Catarina
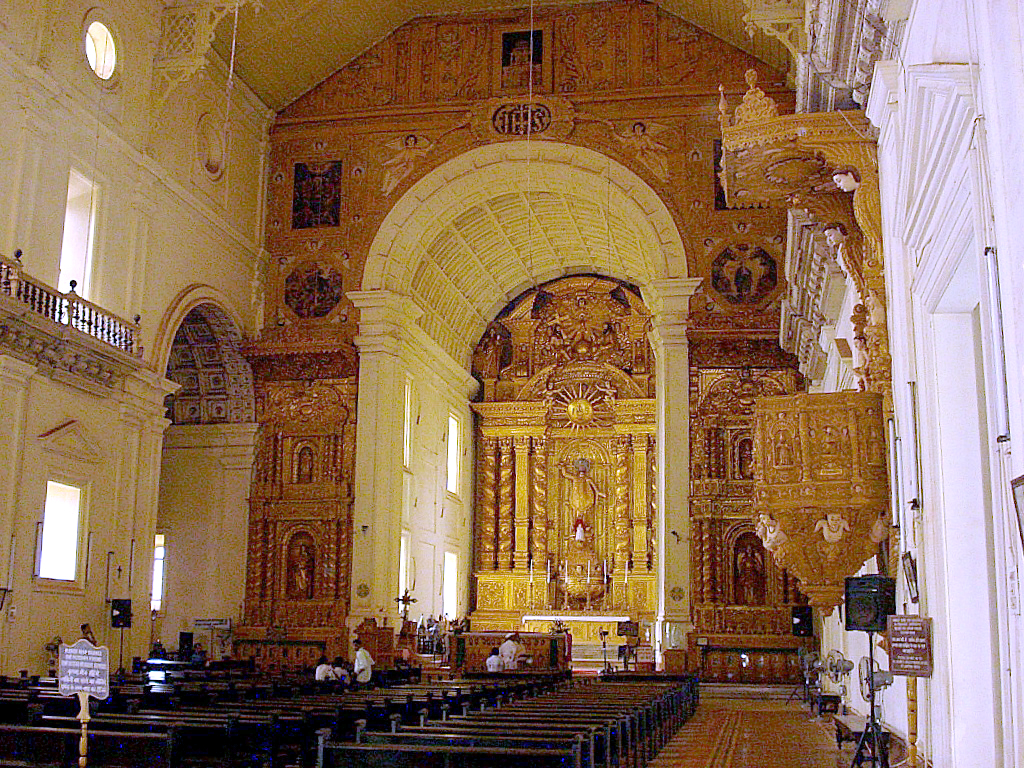
Nave da Basílica do Bom Jesus
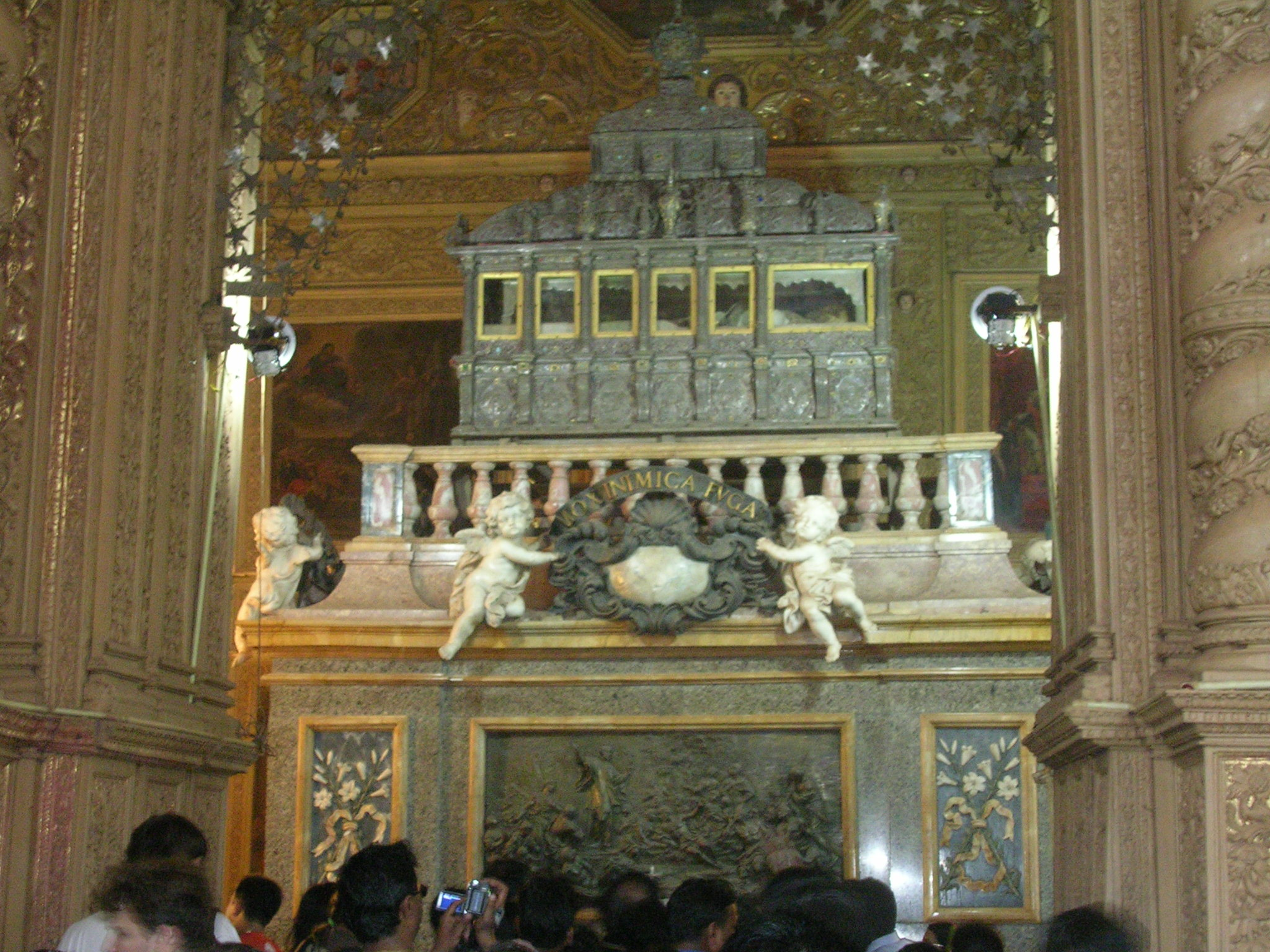
Tumba de S. Francisco Xavier na Basílica do Bom Jesus
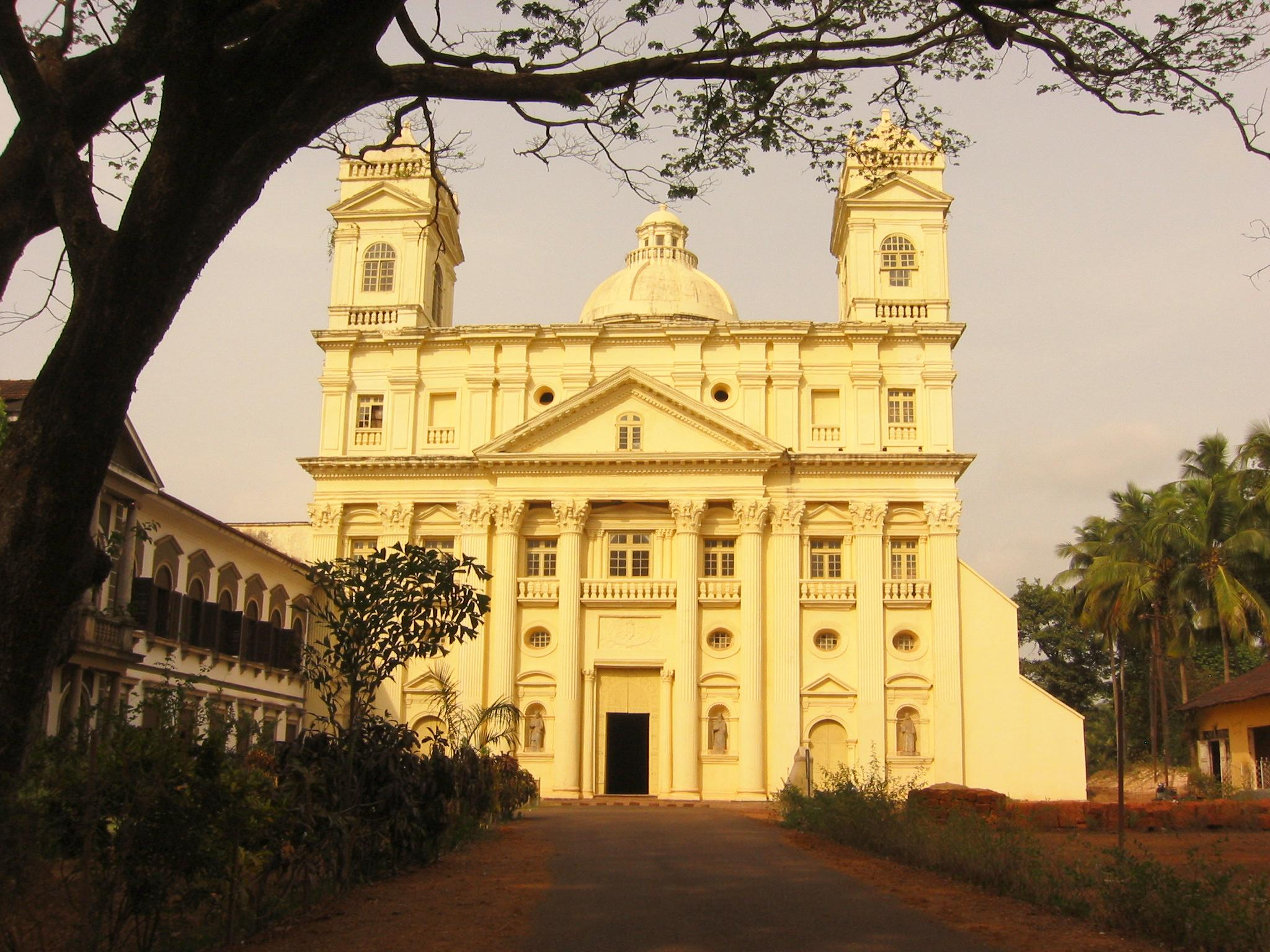
Igreja da Divina Providência (S. Caetano)
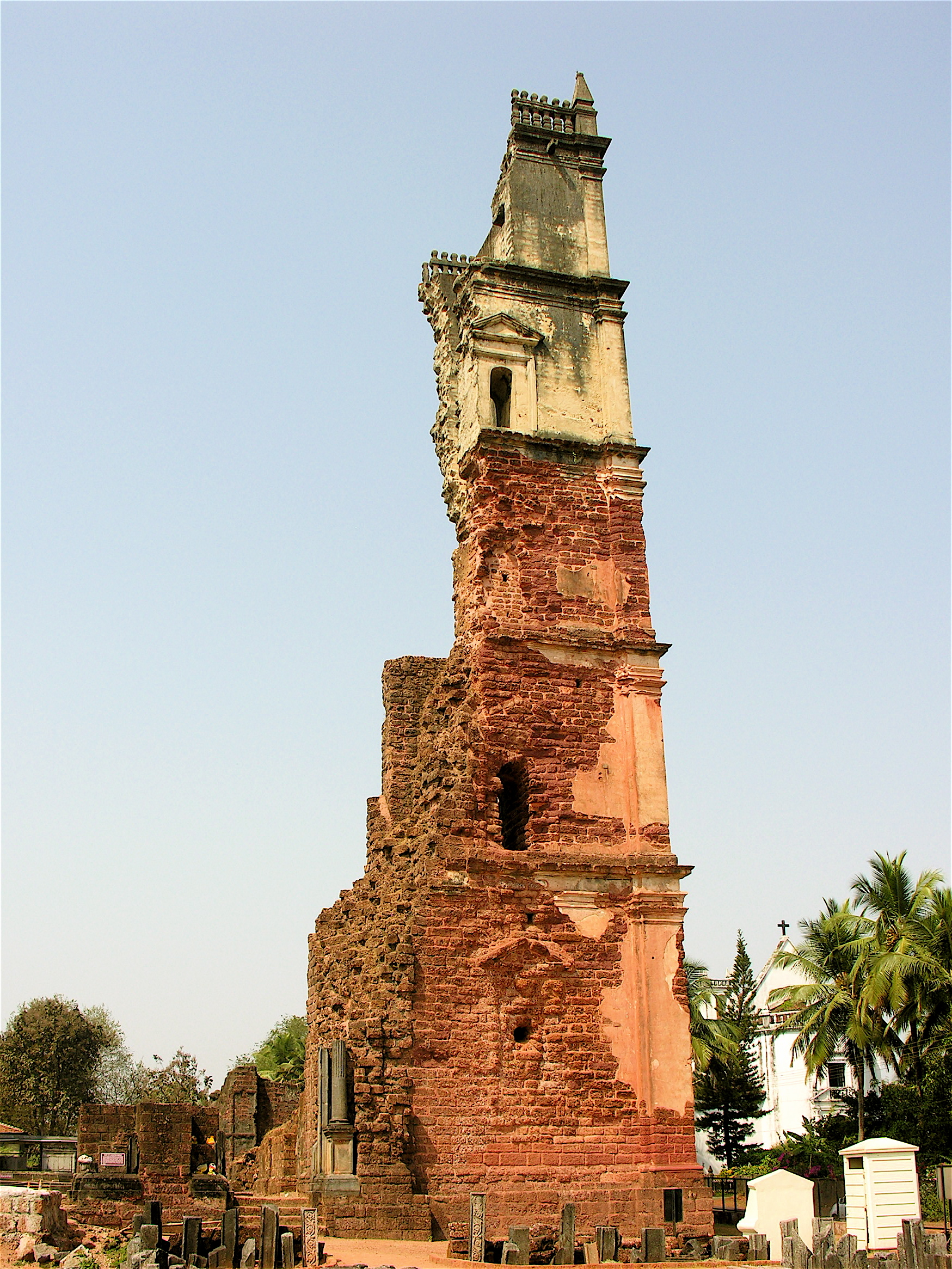
Ruínas da Igreja de S. Agostinho
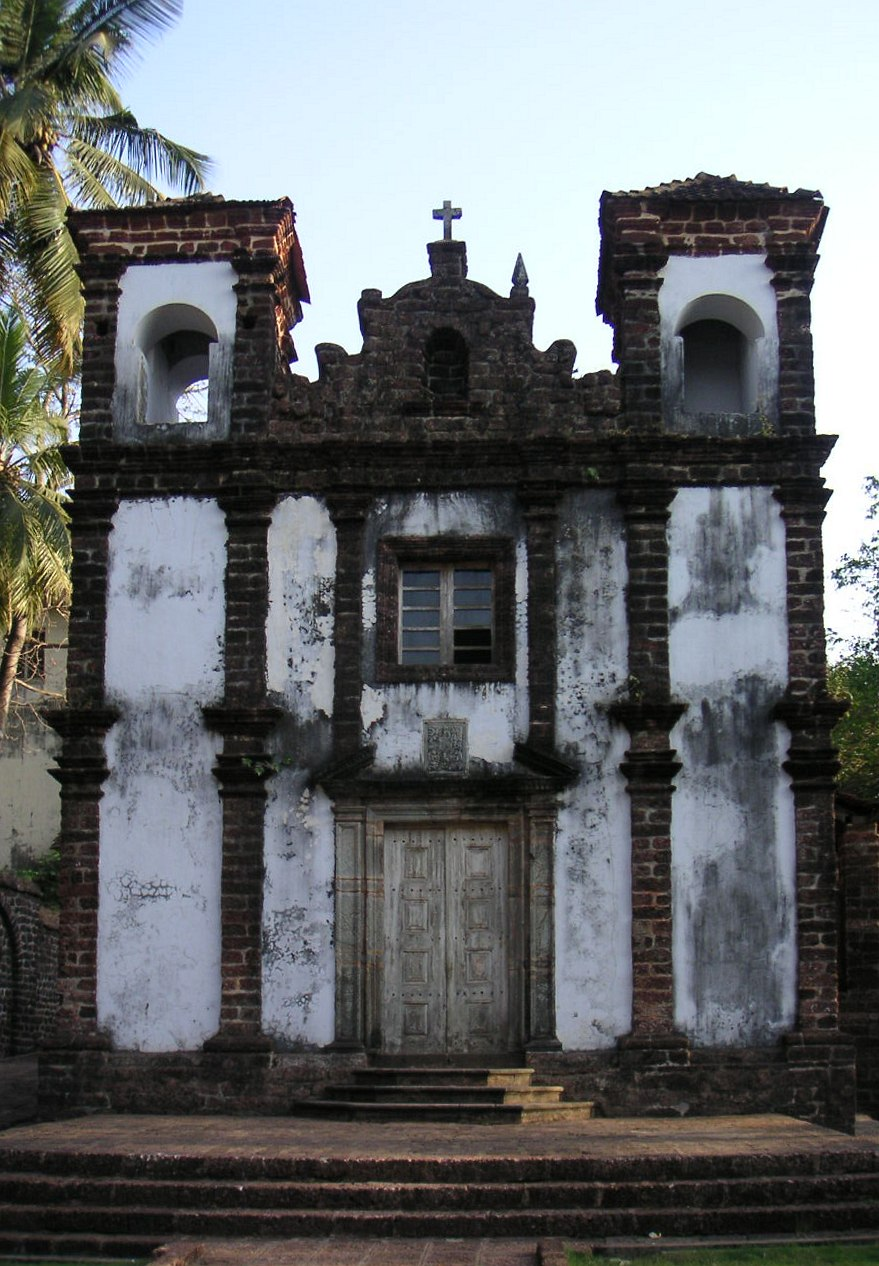
Capela de Santa Catarina